# Giải thưởng Sakharov

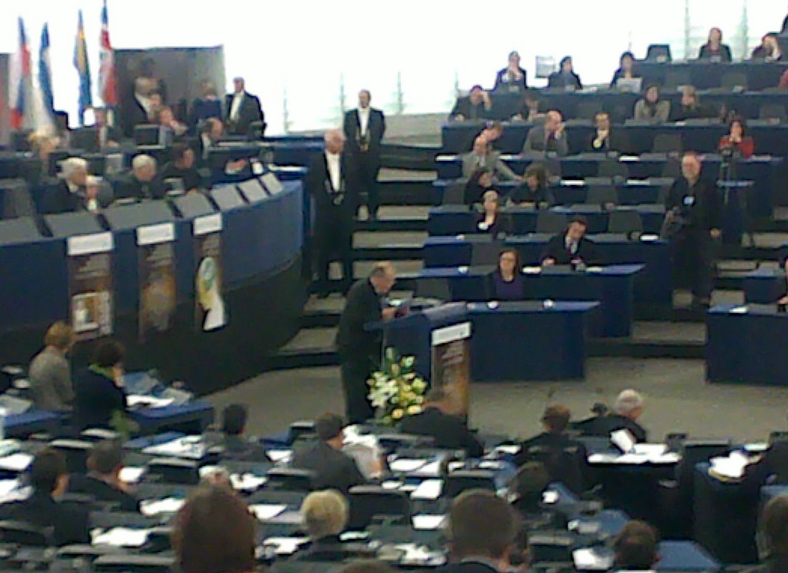
Lễ trao giải thưởng Sakharov năm 2009 trong Quốc hội châu Âu ở Strasbourg

Giải thưởng Sakharov, tên đầy đủ là Giải thưởng Tự do Tư tưởng Sakharov, còn được gọi là Giải thưởng Nhân quyền của Liên minh Âu châu, là một giải thưởng của Nghị viện châu Âu dành tặng cho những cá nhân hoặc tập thể có nhiều nhiệt tâm và đóng góp vào lãnh vực nhân quyền và tự do tư tưởng.
Giải này được đặt theo tên của khoa học gia, nhà bất đồng chính kiến Liên Xô Andrei Dmitrievich Sakharov. Ông được trao tặng giải Nobel Hòa bình vào năm 1975.
Khởi sự từ tháng 12 năm 1985, lễ trao giải được tổ chức hàng năm vào quãng ngày 10 tháng 12 (ngày mà bản Tuyên bố chung về Nhân quyền được tổ chức Liên hiệp quốc được ký kết).

## Danh sách
Dưới đây là danh sách những cá nhân và tổ chức đã được trao tặng Giải thưởng Sakharov:
| Năm  | Hình                   | Người, Cơ quan đoạt giải                                                                   | Quốc tịch                  | Ghi chú | Tham khảo |
| ---- | ---------------------- | ------------------------------------------------------------------------------------------ | -------------------------- | --- | --------- |
| 1988 |                        | Nelson Mandela Anatoly Marchenko (truy tặng)                                               | Nam Phi Liên Xô            | |           |
| 1989 |                        | Alexander Dubček                                                                           | Tiệp Khắc                  | |           |
| 1990 |                        | Aung San Suu Kyi                                                                           | Myanma                     | |           |
| 1991 |                        | Adem Demaçi                                                                                | Kosovo                     | |           |
| 1992 |                        | Hội các bà mẹ Plaza de Mayo                                                                | Argentina                  | |           |
| 1993 |                        | Báo Oslobođenje                                                                            | Bosna và Hercegovina       | |           |
| 1994 |                        | Taslima Nasrin                                                                             | Bangladesh                 | |           |
| 1995 |                        | Leyla Zana                                                                                 | Thổ Nhĩ Kỳ                 | |           |
| 1996 |                        | Ngụy Kinh Sinh (魏京生)                                                                    | Trung Quốc                 | |           |
| 1997 |                        | Salima Ghezali                                                                             | Algérie                    | |           |
| 1998 |                        | Ibrahim Rugova                                                                             | Kosovo                     | |           |
| 1999 |                        | Xanana Gusmão                                                                              | Đông Timo                  | | [ 2 ]     |
| 2000 |                        | ¡Basta Ya!                                                                                 | Tây Ban Nha                | | [ 3 ]     |
| 2001 |                        | Nurit Peled-Elhanan Izzat Ghazzawi Zacarias Kamwenho                                       | Israel Palestine Angola    | |           |
| 2002 |                        | Oswaldo Payá                                                                               | Cuba                       | | [ 4 ]     |
| 2003 |                        | Liên Hợp Quốc                                                                              |                            | |           |
| 2004 |                        | Hiệp hội Nhà báo Belarus                                                                   | Belarus                    | |           |
| 2005 |                        | Các bà mặc y phục trắng Tổ chức Phóng viên không biên giới Hauwa Ibrahim (đồng hạng)       | Cuba Nigeria               | | [ 5 ]     |
| 2006 |                        | Alaksandar Milinkievič                                                                     | Belarus                    | | [ 6 ]     |
| 2007 |                        | Salih Mahmoud Osman                                                                        | Sudan                      | |           |
| 2008 |                        | Hồ Giai                                                                                    | Trung Quốc                 | | [ 7 ]     |
| 2009 |                        | Hội Memorial                                                                               | Nga                        | | [ 8 ]     |
| 2010 |                        | Guillermo Fariñas                                                                          | Cuba                       | | [ 9 ]     |
| 2011 |                        | Asmaa Mahfouz, Ahmed al-Senussi, Razan Zaitouneh, Ali Farzat, Mohamed Bouazizi (truy tặng) | Ai Cập Libya Syria Tunisia | | [ 10 ]    |
| 2012 |                        | Jafar Panahi, Nasrin Sotoudeh                                                              | Iran                       | "The award is a message of solidarity and recognition to a woman and a man who have not been bowed by fear and intimidation and who have decided to put the fate of their country before their own." | [ 11 ]    |
| 2013 |                        | Malala Yousafzai                                                                           | Pakistan                   | Người đấu tranh cho nữ quyền và quyền được giáo dục | [ 12 ]    |
| 2014 |                        | Denis Mukwege                                                                              | Congo                      | Bác sĩ điều trị cho các nạn nhân của băng nhóm hiếp dâm | [ 13 ]    |
| 2015 |                        | Raif Badawi                                                                                | Ả Rập Xê Út                | Nhà hoạt động nhân quyền | [ 14 ]    |
| 2016 |                        | Nadia Murad Basee,Lamiya Aji Bashar                                                        | Iraq                       | Các nhà hoạt động nhân quyền Yazidi và những kẻ bắt cóc trước đây của Nhà nước Hồi giáo Iraq và Levant |           |
| 2017 |                        | Phe đối lập dân chủ ở Venezuela                                                            | Venezuela                  | Các thành viên của Quốc hội của đất nước (Juan Requesens, Julio Borges và những người khác) và tất cả các tù nhân chính trị được liệt kê bởi Foro Penal Venezolano được đại diện bởi Leopoldo López, Antonio Ledezma, Daniel Ceballos, Yon Goicoechea, Lorent Saleh, Alfredo Ramos và Andrea González. Chủ tịch Nghị viện Châu Âu, ông Antonio Tajani tuyên bố rằng giải thưởng đã tái khẳng định "sự ủng hộ không ngừng của EU đối với quốc hội Venezuela được bầu cử dân chủ" sẽ tiếp tục kêu gọi "quá trình chuyển đổi hòa bình sang dân chủ mà người dân Venezuela đang kêu gọi một cách tuyệt vọng". Giải thưởng được coi là phần thưởng cho "sự can đảm của các nhà hoạt động sinh viên và người biểu tình trước sự đàn áp của chính phủ của Nicolas Maduro". |           |
| 2018 | Sentsov in 2018        | Oleg Sentsov                                                                               | Ukraine                    | Đạo diễn phim, biểu tượng của cuộc đấu tranh thả tù nhân chính trị được tổ chức ở Nga và trên toàn thế giới |           |
| 2019 | Tohti in 2011          | Ilham Tohti (* 1969)                                                                       | China                      | Nhà hoạt động nhân quyền và giáo sư kinh tế, người Duy Ngô Nhĩ, 2014 bị tù chung thân vì hoạt động ly khai |           |
| 2020 | Tsikhanouskaya in 2020 | Nhóm đối lập dân chủ Belarus, đại diện bởi Hội đồng điều hợp Belarus                       | Belarus                    | Nhóm đối lập dân chủ chống lại chính sách và chức vụ tổng thống của Aljaksandr Lukaschenka |           |